# Liešno
Liešno (1927–1946 slowakisch „Liešne“; deutsch Liexen, ungarisch Turócerdőd – bis 1907 Liesnó, vorher Ljesnó) ist eine Gemeinde in der Nord-Mitte der Slowakei mit 52 Einwohnern (Stand 31. Dezember 2024). Sie liegt im Okres Turčianske Teplice, einem Teil des Žilinský kraj und ist Teil der traditionellen Landschaft Turiec.

## Geographie
Die Gemeinde befindet sich im südwestlichen Teil des Turzbeckens am Unterlauf des Baches Jasenica. Das Ortszentrum liegt auf einer Höhe von 480 m n.m. und ist 13 Kilometer von Turčianske Teplice sowie 27 Kilometer von Martin entfernt.
Nachbargemeinden sind Slovenské Pravno im Norden, Kaľamenová im Osten, Budiš im Süden und Rudno im Westen.

## Geschichte
Liešno wurde zum ersten Mal 1302 als Lesna schriftlich erwähnt. Im Jahr 1434 war das Dorf Besitz der Familie Rečko, später der Familien Prónay, Kereskényi und Velič. 1715 gab es fünf Haushalte im Ort. 1785 hatte die Ortschaft 30 Häuser und 188 Einwohner, 1828 zählte man 31 Häuser und 166 Einwohner, die als Landwirte beschäftigt waren.
Bis 1918 gehörte der im Komitat Turz liegende Ort zum Königreich Ungarn und kam danach zur Tschechoslowakei beziehungsweise heute Slowakei. Auch in der ersten tschechoslowakischen Republik war Landwirtschaft die Haupteinnahmequelle der Bevölkerung.

## Bevölkerung
| Jahr                | 1994 | 2004     | 2014    | 2024     |
| ------------------- | ---- | -------- | ------- | -------- |
| Anzahl der Personen | 70   | 57       | 58      | 52       |
| Unterschied         |      | −18,57 % | +1,75 % | −10,34 % |

| Jahr                | 2023 | 2024    |
| ------------------- | ---- | ------- |
| Anzahl der Personen | 54   | 52      |
| Unterschied         |      | −3,70 % |

Nach der Volkszählung 2011 wohnten in Liešno 54 Einwohner, alle davon Slowaken.
29 Einwohner bekannten sich zur Evangelischen Kirche A. B. und 19 Einwohner zur römisch-katholischen Kirche. Vier Einwohner waren konfessionslos und bei zwei Einwohnern wurde die Konfession nicht ermittelt.